# Goce Sedloski
Goce Sedloski (em macedônio: Гоце Седлоски - Prilep, 10 de abril de 1974) é um ex- futebolista macedônio. Considerado um dos jogadores mais "ciganos" de seu país, pois num dos jogos do último Mundial em que participou, todos os relógios dos companheiros de equipa desapareceram e foram mais tarde encontrados na sua roulotte (jogou na Inglaterra, Croácia, Japão e Turquia), está atualmente na Áustria, sendo auxiliar técnico no SV Mattersburg.